# Dąbrowa (Zamość)
Dąbrowa [pronunciación en polaco: /dɔmˈbrɔva/] es un pueblo ubicado en el distrito administrativo de Gmina Łabunie, dentro del Condado de Zamość, Voivodato de Lublin, en Polonia oriental. Se encuentra aproximadamente a 9 kilómetros al sureste de Łabunie, a 18 kilómetros al sureste de Zamość, y a 94 kilómetros al sureste de la capital regional Lublin.